# Municipio de Perkins
El municipio de Perkins (en inglés: Perkins Township) es un municipio ubicado en el condado de Erie en el estado estadounidense de Ohio. En el año 2010 tenía una población de 12 202 habitantes y una densidad poblacional de 181,67 personas por km².

## Geografía
El municipio de Perkins se encuentra ubicado en las coordenadas 41°23′43″N 82°41′36″O / 41.39528, -82.69333. Según la Oficina del Censo de los Estados Unidos, el municipio tiene una superficie total de 67.17 km², de la cual 66,81 km² corresponden a tierra firme y (0,54 %) 0,36 km² es agua.

## Demografía
Según el censo de 2010, había 12 202 personas residiendo en el municipio de Perkins. La densidad de población era de 181,67 hab./km². De los 12 202 habitantes, el municipio de Perkins estaba compuesto por el 90,27 % blancos, el 6,06 % eran afroamericanos, el 0,16 % eran amerindios, el 1,33 % eran asiáticos, el 0,44 % eran de otras razas y el 1,73 % eran de una mezcla de razas. Del total de la población el 2,39 % eran hispanos o latinos de cualquier raza.